# Mind the gap
"Mind the gap" (Cuidado com o vão) é uma advertência para o comboio de passageiros, pois por vezes há uma grande vala entre a porta e a plataforma. Foi introduzido em 1969 pelo Metro de Londres. A frase é tão associada ao metro que vende-se t-shirts com a frase imposta a um símbolo da London Transport.